# Olympische Sommerspiele 2012/Schwimmen – 100 m Brust (Frauen)
Der Wettbewerb über 100 Meter Brust der Frauen bei den Olympischen Spielen 2012 in London wurde am 29. und 30. Juli 2012 im London Aquatics Centre ausgetragen. 46 Athletinnen nahmen daran teil.
Es fanden sechs Vorläufe statt. Die 16 schnellsten Schwimmerinnen aller Vorläufe qualifizierten sich für die beiden Halbfinals, die am gleichen Tag ausgetragen wurden. Für das Finale am nächsten Tag qualifizierten sich hier die acht schnellsten Starterinnen beider Läufe. Zur Ermittlung des letzten Startplatzes musste zwischen zwei zeitgleichen Schwimmerinnen ein Ausscheidungsrennen eingeschoben werden.
Abkürzungen:

WR = Weltrekord, OR = olympischer Rekord, NR = nationaler Rekord

ER = Europarekord, NAR = Nordamerikarekord, SAR = Südamerikarekord, ASR = Asienrekord, AFR = Afrikarekord, OZR = Ozeanienrekord

PB = persönliche Bestleistung, JWB = Jahresweltbestzeit

## Bestehende Rekorde
| Weltrekord         | Jessica Hardy ( Vereinigte Staaten) | 1:04,45 min | Federal Way, USA            | 7. August 2009  |
| Olympischer Rekord | Leisel Jones ( Australien)          | 1:05,17 min | Peking, Volksrepublik China | 10. August 2008 |

## Titelträger
| Olympiasieger | Leisel Jones ( Australien)         | 1:05,17 min | Peking 2008   |
| Weltmeister   | Rebecca Soni ( Vereinigte Staaten) | 1:05,05 min | Shanghai 2011 |
| Europameister | Sarah Poewe ( Deutschland)         | 1:07,33 min | Debrecen 2012 |

## Vorlauf

### Vorlauf 1
29. Juli 2012
| Platz | Name                   | Nation                  | Zeit        | Anmerkung |
| ----- | ---------------------- | ----------------------- | ----------- | --------- |
| 1     | Ivana Ninković         | Bosnien und Herzegowina | 1:14,04 min |           |
| 2     | Pilar Shimizu          | Guam                    | 1:15,76 min | NR        |
| 3     | Matelita Buadromo      | Fidschi                 | 1:16,33 min |           |
| 4     | Oksana Hatamkhanova    | Aserbaidschan           | 1:25,52 min |           |
| 5     | Gantömöriin Ojuungerel | Mongolei                | 1:27,17 min |           |
| 6     | Dede Camara            | Guinea                  | 1:38,54 min |           |

### Vorlauf 2
29. Juli 2012
| Platz | Name              | Nation            | Zeit        | Anmerkung |
| ----- | ----------------- | ----------------- | ----------- | --------- |
| 1     | Tjaša Vozel       | Slowenien         | 1:09,63 min |           |
| 2     | Anna Sztankovics  | Ungarn            | 1:09,65 min |           |
| 3     | Fanny Babou       | Frankreich        | 1:09,76 min |           |
| 4     | Jenna Laukkanen   | Finnland          | 1:09,92 min |           |
| 5     | Ana Rodrigues     | Portugal          | 1:10,62 min |           |
| 6     | Danielle Beaubrun | St. Lucia         | 1:11,12 min |           |
| 7     | Chen I-chuan      | Chinesisch Taipeh | 1:11,28 min |           |
| 8     | Tatiana Chişca    | Moldau            | 1:13,30 min |           |

### Vorlauf 3
29. Juli 2012
| Platz | Name                 | Nation     | Zeit        | Anmerkung |
| ----- | -------------------- | ---------- | ----------- | --------- |
| 1     | Alia Atkinson        | Jamaika    | 1:07,39 min | NR        |
| 2     | Suzaan van Biljon    | Südafrika  | 1:07,54 min |           |
| 3     | Sara El Bekri        | Marokko    | 1:08,21 min | NR        |
| 4     | Petra Chocová        | Tschechien | 1:08,59 min |           |
| 5     | Michela Guzzetti     | Italien    | 1:08,83 min |           |
| 6     | Dilara Buse Günaydın | Türkei     | 1:09,43 min |           |
| 7     | Kim Hye-jin          | Südkorea   | 1:09,79 min |           |
| 8     | Marija Liwer         | Ukraine    | 1:11,23 min |           |

### Vorlauf 4
29. Juli 2012
| Platz | Name                    | Nation     | Zeit        | Anmerkung |
| ----- | ----------------------- | ---------- | ----------- | --------- |
| 1     | Rūta Meilutytė          | Litauen    | 1:05,56 min | NR        |
| 2     | Leisel Jones            | Australien | 1:06,98 min |           |
| 2     | Leiston Pickett         | Australien | 1:07,41 min |           |
| 4     | Zhao Jin                | China      | 1:07,68 min |           |
| 5     | Mina Matsushima         | Japan      | 1:07,69 min |           |
| 6     | Jillian Tyler           | Kanada     | 1:07,81 min |           |
| 7     | Marina García Urzainqui | Spanien    | 1:08,64 min |           |
| 8     | Sycerika McMahon        | Irland     | 1:08,80 min |           |

### Vorlauf 5
29. Juli 2012
| Platz | Name                  | Nation             | Zeit        | Anmerkung |
| ----- | --------------------- | ------------------ | ----------- | --------- |
| 1     | Breeja Larson         | Vereinigte Staaten | 1:06,58 min |           |
| 2     | Satomi Suzuki         | Japan              | 1:07,08 min |           |
| 3     | Rikke Møller Pedersen | Dänemark           | 1:07,23 min |           |
| 4     | Tera van Beilen       | Kanada             | 1:07,85 min |           |
| 5     | Liu Xiaoyu            | China              | 1:07,99 min |           |
| 6     | Joline Höstman        | Schweden           | 1:08,28 min |           |
| 7     | Caroline Ruhnau       | Deutschland        | 1:08,43 min |           |
| 8     | Kate Haywood          | Großbritannien     | 1:09,22 min |           |

### Vorlauf 6
29. Juli 2012
| Platz | Name                   | Nation             | Zeit        | Anmerkung |
| ----- | ---------------------- | ------------------ | ----------- | --------- |
| 1     | Rebecca Soni           | Vereinigte Staaten | 1:05,75 min |           |
| 2     | Julija Jefimowa        | Russland           | 1:06,51 min |           |
| 3     | Sarah Poewe            | Deutschland        | 1:07,12 min |           |
| 4     | Jennie Johansson       | Schweden           | 1:07,14 min |           |
| 5     | Moniek Nijhuis         | Niederlande        | 1:08,31 min |           |
| 6     | Siobhan-Marie O’Connor | Großbritannien     | 1:08,32 min |           |
| 7     | Darja Dejewa           | Russland           | 1:08,44 min |           |
| 8     | Concepción Badillo     | Spanien            | 1:12,58 min |           |

## Halbfinale

### Lauf 1
29. Juli 2012
| Platz | Name              | Nation             | Zeit        | Anmerkung |
| ----- | ----------------- | ------------------ | ----------- | --------- |
| 1     | Rebecca Soni      | Vereinigte Staaten | 1:05,98 min |           |
| 2     | Breeja Larson     | Vereinigte Staaten | 1:06,70 min |           |
| 3     | Satomi Suzuki     | Japan              | 1:07,10 min |           |
| 4     | Alia Atkinson     | Jamaika            | 1:07,48 min |           |
| 4     | Tera van Beilen   | Kanada             | 1:07,48 min |           |
| 6     | Jennie Johansson  | Schweden           | 1:07,57 min |           |
| 7     | Suzaan van Biljon | Südafrika          | 1:07,68 min |           |
| 8     | Mina Matsushima   | Japan              | 1:08,26 min |           |

### Lauf 2
29. Juli 2012
| Platz | Name                  | Nation      | Zeit        | Anmerkung |
| ----- | --------------------- | ----------- | ----------- | --------- |
| 1     | Rūta Meilutytė        | Litauen     | 1:05,21 min | ER, NR    |
| 2     | Julija Jefimowa       | Russland    | 1:06,57 min |           |
| 3     | Leisel Jones          | Australien  | 1:06,81 min |           |
| 4     | Rikke Møller Pedersen | Dänemark    | 1:06,82 min |           |
| 5     | Sarah Poewe           | Deutschland | 1:07,68 min |           |
| 6     | Leiston Pickett       | Australien  | 1:07,74 min |           |
| 7     | Jillian Tyler         | Kanada      | 1:07,87 min |           |
| 8     | Zhao Jin              | China       | 1:07,97 min |           |

### Ausscheidungsrennen
Atkinson (JAM) und van Beilen (CAN) schlugen in ihrem ersten Halbfinale zeitgleich an. Mit ihrer Zeit von 1:07,48 min wären beide für das Finale qualifiziert. Da es aber nur noch einen Startplatz gab, mussten die beiden Athletinnen ein Ausscheidungsschwimmen bestreiten. Dies fand noch am gleichen Abend im Anschluss an die anderen Wettbewerbe statt.
29. Juli 2012
| Platz | Name            | Nation  | Zeit        | Anmerkung |
| ----- | --------------- | ------- | ----------- | --------- |
| 1     | Alia Atkinson   | Jamaika | 1:06,79 min | NR        |
| 2     | Tera van Beilen | Kanada  | 1:07,73 min |           |

## Finale
Siegerin Rūta Meilutytė schaffte den ersten Medaillengewinn und Olympiasieg für Litauen im olympischen Schwimmen. Mit 15 Jahren war sie die jüngste Olympiasiegerin in London und die jüngste Siegerin in der Geschichte dieser Disziplin.

Satomi Suzuki sorgte für die erste japanische Medaille in dieser Disziplin.

Meilutytė und die Jamaikanerin Alia Atkinson schafften es, in diesem Wettbewerb den jeweiligen Landesrekord gleich zwei Mal zu verbessern.

Leisel Jones (AUS), die auch in der Lagenstaffel antrat und dort Silber gewann, nahm zum vierten Mal an Olympischen Spielen teil.

Breeja Larson (USA) verursachte einen Fehlstart, wurde aber nicht disqualifiziert, da der Startmechanismus fehlerhaft war. Die Reparatur verursachte eine Verzögerung des Starts.
30. Juli 2012, 19:51 Uhr MEZ
| Platz | Name                  | Nation             | Zeit        | Anmerkung |
| ----- | --------------------- | ------------------ | ----------- | --------- |
| 1     | Rūta Meilutytė        | Litauen            | 1:05,47 min |           |
| 2     | Rebecca Soni          | Vereinigte Staaten | 1:05,55 min |           |
| 3     | Satomi Suzuki         | Japan              | 1:06,46 min |           |
| 4     | Alia Atkinson         | Jamaika            | 1:06,93 min |           |
| 5     | Leisel Jones          | Australien         | 1:06,95 min |           |
| 6     | Breeja Larson         | Vereinigte Staaten | 1:06,96 min |           |
| 7     | Julija Jefimowa       | Russland           | 1:06,98 min |           |
| 8     | Rikke Møller Pedersen | Dänemark           | 1:07,55 min |           |

## Bildergalerie

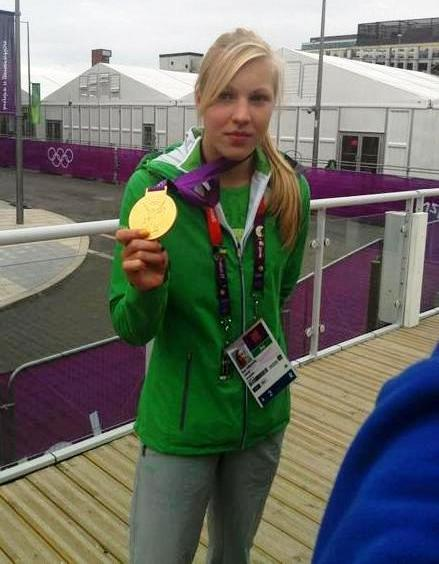
Olympiasiegerin Rūta Meilutytė (LTU)
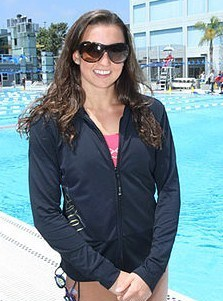
Weltmeisterin Rebecca Soni (USA) gewinnt Silber
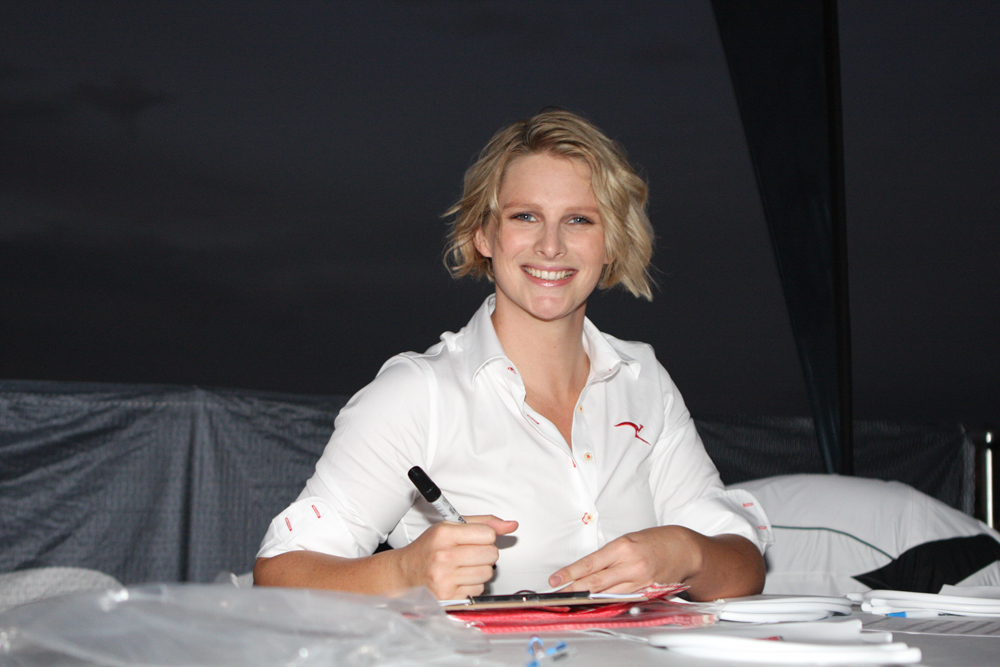
Titelverteidigerin Leisel Jones (AUS) erreicht im Finale Platz 5
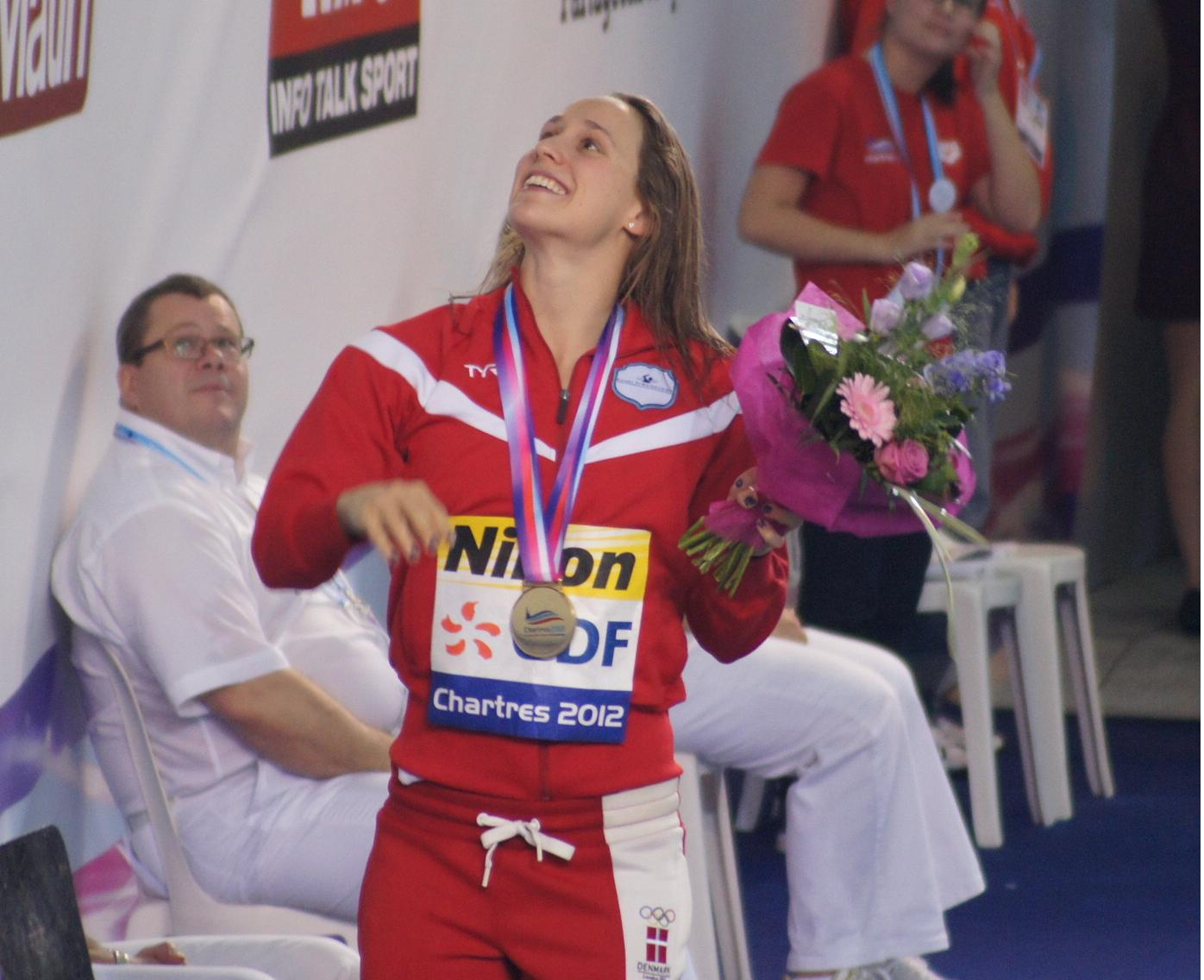
Rikke Møller Pedersen (DEN) wird im Finale Achte

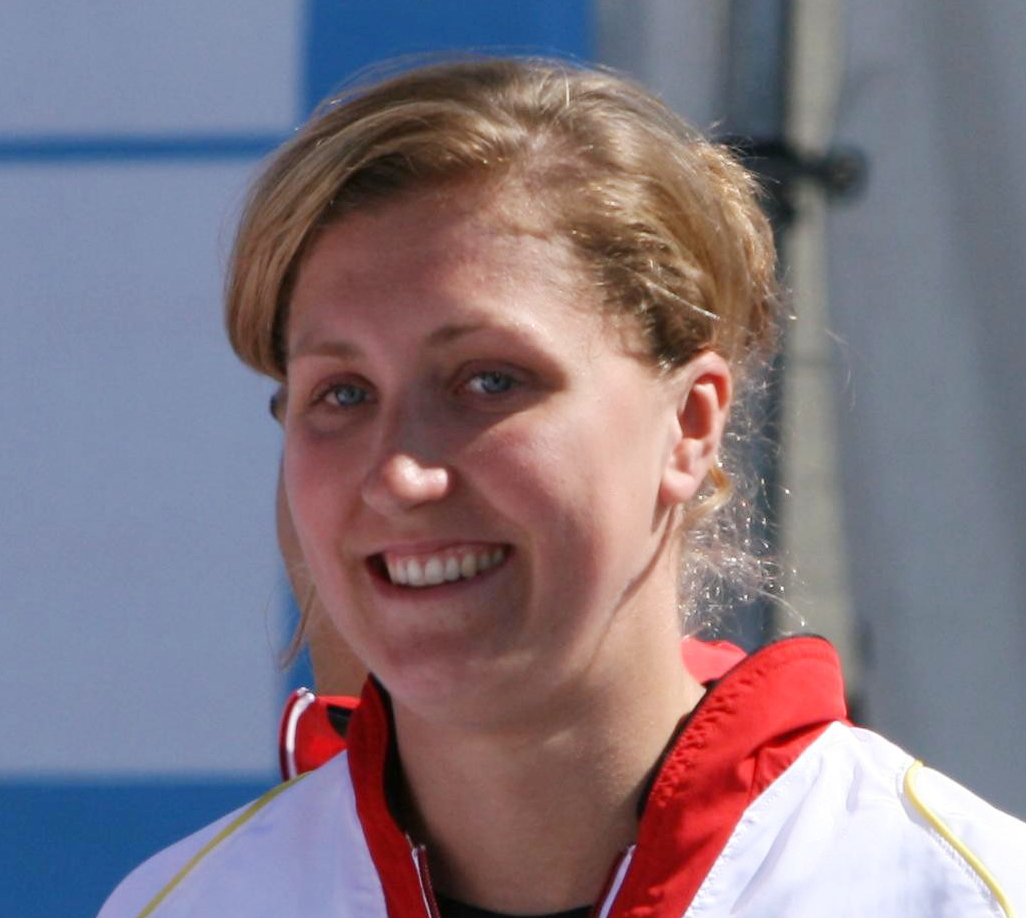
Caroline Ruhnau (GER) scheidet nach dem Vorlauf aus
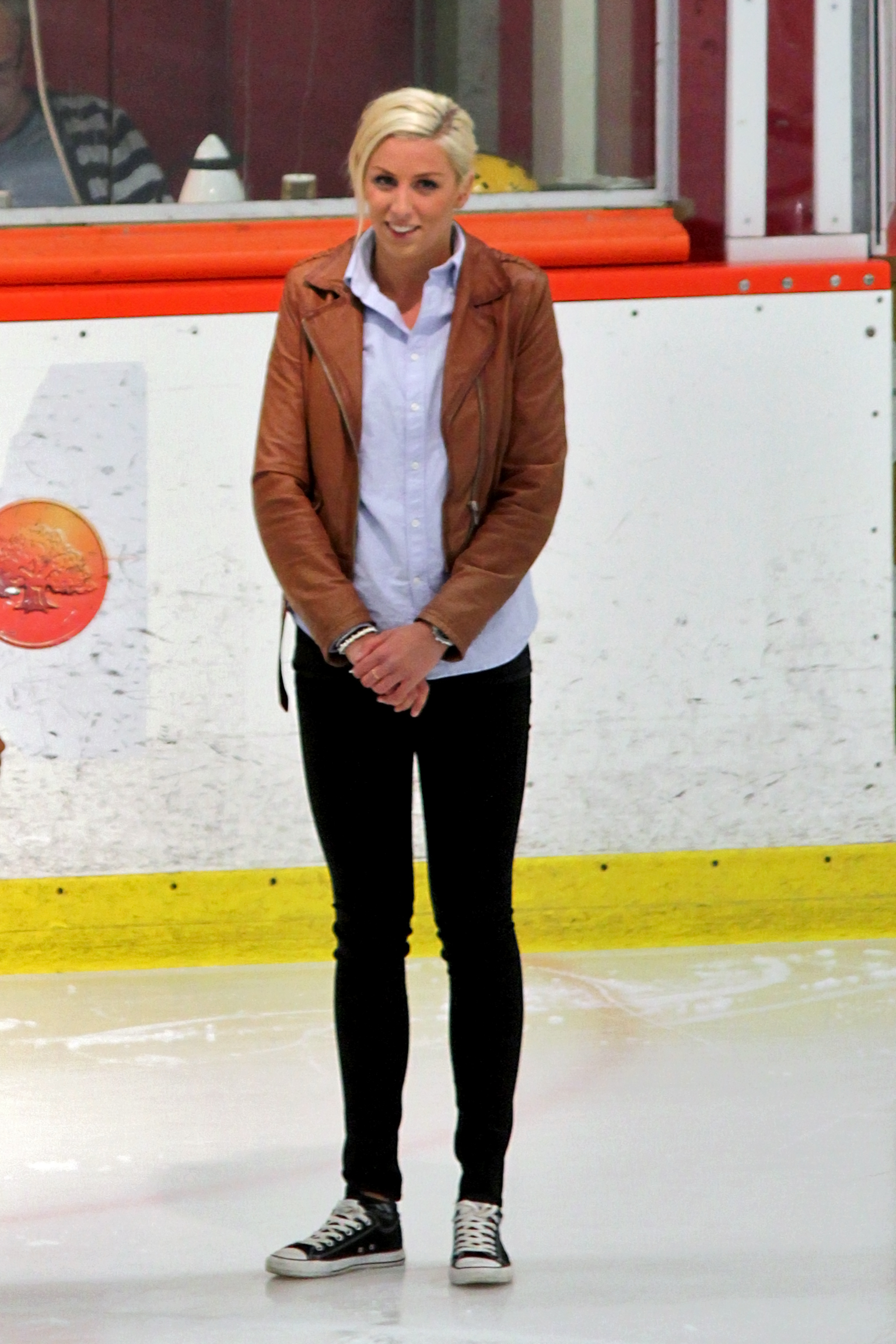
Jennie Johansson (SWE) scheitert im Halbfinale